# Iwan Anoszyn
Iwan Siemionowicz Anoszyn (ros. Иван Семёнович Аношин, ur. 4 listopada?/17 listopada 1904 we wsi Szepielowka w guberni saratowskiej, zm. 1991 w Moskwie) – radziecki polityk i dowódca wojskowy, generał porucznik, I sekretarz Baszkirskiego Komitetu Obwodowego WKP(b) (1939-1942), członek Centralnej Komisji Rewizyjnej WKP(b) (1939-1952).

## Życiorys
W latach 1919–1926 sekretarz komórki Komsomołu i sekretarz odpowiedzialny gminnego komitetu Komsomołu, od 1926 w WKP(b) i Armii Czerwonej, żołnierz wojsk pogranicznych OGPU, 1930-1932 studiował w Instytucie Przygotowania Kadr KC WKP(b). Od 1932 kierownik wydziału kulturalno-propagandowego Komitetu Miejskiego WKP(b) w Czycie, 1937 ukończył Ekonomiczny Instytut Czerwonej Profesury, 1937–1938 był instruktorem KC WKP(b). Od 26 kwietnia do 1 lipca 1938 p.o. I sekretarza, a od 7 lipca 1938 do 13 listopada 1939 I sekretarz Komitetu Obwodowego Niemieckiej Nadwołżańskiej ASRR. Od 12 marca 1939 do 5 października 1952 członek Centralnej Komisji Rewizyjnej WKP(b), od listopada 1939 do grudnia 1942 I sekretarz Baszkirskiego Komitetu Obwodowego WKP(b), później szef Wydziału Politycznego 43 Armii i członek Rady Wojskowej 37 Armii 3 Frontu Ukraińskiego w stopniu pułkownika. W latach 1944–1945 szef Wydziału Politycznego 3 Frontu Ukraińskiego, od 20 kwietnia 1944 generał major, a od 19 kwietnia 1945 generał porucznik. Od 1945 do stycznia 1947 szef Zarządu Politycznego Południowej Grupy Wojsk, od stycznia do października 1947 szef Wydziału Politycznego Moskiewskiego Okręgu Wojskowego, od października 1947 do 1950 zastępca dowodzącego wojskami Odeskiego Okręgu Wojskowego ds. politycznych, od 28 stycznia 1949 do 23 września 1952 członek KC KP(b)U. W latach 1950–1953 członek Rady Wojskowej Dalekowschodniego Okręgu Wojskowego, 1956–1957 zastępca głównego doradcy wojskowego Chińskiej Armii Ludowo-Wyzwoleńczej ds. politycznych, później zastępca szefa Zarządu Topograficznego Sztabu Generalnego ds. politycznych, 1961-1968 starszy inspektor Głównego Zarządu Politycznego Armii Czerwonej i Floty. Deputowany do Rady Najwyższej ZSRR 1 i 2 kadencji (od 26 stycznia 1941 do 1950). Od 1989 honorowy obywatel miasta Engels.

## Odznaczenia
- Order Lenina
- Order Czerwonego Sztandaru
- Order Kutuzowa I klasy
- Order Bohdana Chmielnickiego I klasy (1945)
- Order Czerwonej Gwiazdy (dwukrotnie)